# 横浜BUNTAI
横浜BUNTAI（よこはまぶんたい）は、神奈川県横浜市中区にある多目的アリーナである。2020年に閉館した横浜文化体育館跡地で2024年4月に開場した。

## 概要
1962年に完成した横浜文化体育館（以下本館）は50年以上経過して老朽化した。市は本館をメインアリーナとして建て替えた上で、横浜市立横浜総合高等学校旧校舎跡地にサブアリーナ「横浜武道館」を新設することとなった。
2017年9月にフジタグループが落札し、建て替えに向けて本館は2020年9月6日に閉館した。
メインアリーナの名称は「横浜ユナイテッドアリーナ」と仮称され、市民から募集（4案から選択または新規提案）し、横浜市スポーツ推進審議会が答申し、2022年7月横浜市会定例会で、前身施設の略称として定着していた「文体」に由来する「横浜BUNTAI」に決定した。
運営会社の「株式会社YOKOHAMA文体」は、電通を代表企業とする19社で構成するコンソーシアムである。このため、当施設の初代館長には電通の関係者が就任した。PFI事業であるメインアリーナ「横浜BUNTAI」とサブアリーナ「横浜武道館」の管理運営を担う。
Bリーグ2023-24シーズンから横浜ビー・コルセアーズ（以下、ビーコル）が毎年4月・5月のシーズン終盤にホームゲームを開催している。これは、ビーコルのホームアリーナである横浜国際プールのメインアリーナが4月から9月まで使用できなくなるためである。
Bリーグ新基準である「Bプレミア」が発足する2026-27シーズンより、当施設でビーコルの全ホームゲームを開催する予定である。
これは、Bプレミア参入審査が行われた2024年10月時点において、横浜国際プールのままでは審査が通らないため、基準を満たしている当施設をビーコルのホームアリーナとして登録したためである。
なお、横浜市は、横浜国際プール老朽化に伴う再整備を予定している。2030年頃完成予定であり、メインアリーナにおける床転換廃止（通年スポーツアリーナ化）やBプレミア基準に沿った改修などが行われる。
当施設で開催されるビーコルのホームゲームではキッチンカーの出店が無く、当施設内の売店はビーコルとは無関係であり、株式会社YOKOHAMA文体の関連事業者および受託事業者による運営である。当施設周辺には、繁華街やコンビニエンスストア、ファミリーレストラン、スーパーマーケット、ファーストフード店が充実しているため、これらの飲食店・売店を利用するのが便利である。
また、当施設は関内駅や伊勢佐木長者町駅から徒歩圏内であり、付近に路線バスも多数運行されているため交通アクセス至便である。
なお、同じくBリーグ（B2所属）の横浜エクセレンスも、横浜武道館をホームアリーナとしているが、当施設でホームゲームを開催することがある。
当施設は、使用料が割高であるためか、かつて横浜文化体育館で開催していたプロレス興行や一部のアイドルコンサートなどについては、サブアリーナである横浜武道館で開催されることが多くなっている。また、近隣に競合する音楽アリーナが多数存在していることが課題となっている。

## メインアリーナ
メインアリーナ「横浜BUNTAI」は、2020年9月に本館を閉館して解体し、2022年1月に着工して2024年4月1日に開館した。約5,000席を備え、スポーツの国際大会や全国大会、バスケットボールなどのリーグ試合、コンサートや大規模イベントなどが開催される。

### 杮落とし
2024年4月6日と7日に横浜出身のアーティスト・ゆずがこけら落とし公演『YUZU LIVE 2024 AGAIN AGAIN in 横浜BUNTAI』を開催し、4月10日に初のスポーツ興行として、B.LEAGUE・横浜ビー・コルセアーズ対信州ブレイブウォリアーズ戦が行われた。同年4月27日にプロレス杮落とし興行として、スターダムが『ALLSTAR GRAND QUEENDOM 2024』を開催した。2025年5月28日に初のプロボクシング興行としてフェニックス・プロモーションがIBF世界スーパーフェザー級王座決定戦・エドアルド・ヌニェス vs 力石政法、WBO世界バンタム級タイトルマッチ・武居由樹 vs ユッタポン・トンデイのダブル世界戦を開催した。

### 設備
全面コンクリートで横約63m×縦約40m、観客席は約5,000、3階はスイートラウンジを備える。向正面側は固定席が無く、仮設ステージスペースと400型×3面 (26.4×4.9m) の大型LEDディスプレイを設備する。

## サブアリーナ
サブアリーナ「横浜武道館」は、横浜市立横浜総合高校旧校舎跡地において、2018年8月に着工して2020年7月24日に開館した。
1階は500席の武道場、2階は3000席のアリーナであり、通年営業で主に市民が利用する。
前述した通り、電通を代表企業とする株式会社YOKOHAMA文体が指定管理者となっていることで、横浜BUNTAIが市民利用のハードルが高く、事実上興行目的施設と化しているため、横浜武道館が以前の横浜文化体育館のような本来の使用目的に近い形となっている。

## 交通
- JR根岸線：関内駅（南口）から徒歩6分
- 横浜市営地下鉄ブルーライン：関内駅から徒歩8分
- 横浜市営地下鉄ブルーライン：伊勢佐木長者町駅から徒歩4分